# Inmigración dominicana en Chile
La inmigración dominicana en Chile es el movimiento migratorio desde República Dominicana hacia Chile. Esta es una migración que ha crecido mucho en la década de 2010. Según cifras del "Departamento de extranjería y migración" de la República de Chile, se han otorgado 3833 personas entre los años 2005 hasta 2015 y 16 982 visas (tanto temporarias, sujetas a contrato y de estudiantes) en el mismo periodo. Según el embajador de República Dominicana en Chile, Pablo Maríñez, en 2016, son alrededor de quince mil dominicanos en Chile, de los alrededor de ocho mil se encontrarían de forma regulada, el resto se encontrarían de forma irregular, lo que supondría su probable expulsión del país, ya que desde 2012 a los ciudadanos dominicanos se les exige una VISA consular para ingresar a Chile, provocando que haya una disminución considerable del flujo migratorio de dominicanos hacia Chile.
Juntos a las comunidades colombiana y la haitiana son las llamadas "comunidades emergentes", dado su gran crecimiento en la década de 2010 y por su búsqueda de mejores condiciones de vida.

## Controversias

### Inmigración ilegal y tráfico de personas
Producto de que Chile exige visa de turismo a los dominicanos que desean ingresar el país desde 2012, siendo al único país de América Latina junto con Cuba al que exige tal requisito. Esto ha provocado el surgimiento de redes de tráfico de personas, que hacen ingresar a los migrantes por medio de forma ilegal por medio del desierto en la frontera norte de Chile, donde aún existen minas antipersonas sembradas en la época de la dictadura militar. Producto de esto se ha producido el accidente de un ciudadano dominicano al explotarle una mina antipersona.